# Dryomyza decrepita
Dryomyza decrepita är en tvåvingeart som beskrevs av Zetterstedt 1838. Dryomyza decrepita ingår i släktet Dryomyza, och familjen buskflugor. Arten är reproducerande i Sverige.